# Kalidawir (Tanggulangin)
Kalidawir is een bestuurslaag in het regentschap Sidoarjo van de provincie Oost-Java, Indonesië. Kalidawir telt 3744 inwoners (volkstelling 2010).